# Rupe (gmina Celje)
Rupe – wieś w Słowenii, w gminie miejskiej Celje. W 2018 roku liczyła 87 mieszkańców. 